# Linimo
| Linimo-Zug in Richtung Fujigaoka bei der Einfahrt in den Bahnhof Aichikyuhaku-kinen-kōen am ehemaligen Expo-Gelände von Nagoya |             |                                                |                                                |
| Streckenlänge: | 8,9 km      |                                                |                                                |
| Stromsystem: | 1500 =      |                                                |                                                |
| Maximale Neigung: | 6 ‰         |                                                |                                                |
| Minimaler Radius: | 75 m        |                                                |                                                |
| Streckengeschwindigkeit: | 100 km/h    |                                                |                                                |
| Zugbeeinflussung: | ATO         |                                                |                                                |
| Zweigleisigkeit: | durchgehend |                                                |                                                |
| |             |                                                |                                                |
| Streckenverlauf |             |                                                |                                                |
| \| \| \| Zugabstellanlage \| \| \| \| \| Zugdepot und Betriebswerk Higashiyama-Linie \| \| \| \| 0,0 \| Fujigaoka (藤が丘駅) \| Fujigaoka (藤が丘駅) \| \| \| \| ←U-Bahn Nagoya: Higashiyama-Linie \| \| \| \| \| \| \| \| \| 1,4 \| Hanamizuki-dōri (はなみずき通駅) \| Hanamizuki-dōri (はなみずき通駅) \| \| \| 2,3 \| Irigaike-kōen (杁ヶ池公園駅) \| Irigaike-kōen (杁ヶ池公園駅) \| \| \| 3,4 \| Nagakute-kosenjō (長久手古戦場駅) \| Nagakute-kosenjō (長久手古戦場駅) \| \| \| 4,5 \| Geidai-dōri (芸大通駅) \| Geidai-dōri (芸大通駅) \| \| \| 6,0 \| Kōen-nishi (公園西駅) \| Kōen-nishi (公園西駅) \| \| \| 7,0 \| Aichikyuhaku-kinen-kōen (愛・地球博記念公園駅) \| Aichikyuhaku-kinen-kōen (愛・地球博記念公園駅) \| \| \| \| Zugdepot und Betriebswerk \| \| \| \| 8,0 \| Toji-shiryokan-minami (陶磁資料館南駅) \| Toji-shiryokan-minami (陶磁資料館南駅) \| \| \| \| Aichi Kanjō Tetsudō: Aichi-Ringlinie→ \| \| \| \| 8,9 \| Yakusa (八草駅) \| Yakusa (八草駅) \| \| \| \| ↓Aichi Kanjō Tetsudō: Aichi-Ringlinie \| \| |             |                                                |                                                |
| U-Bahn-Betriebs-/Güterbahnhof Anfang Hochstrecke |             | Zugabstellanlage                               | Zugabstellanlage                               |
| U-Bahn-Abzweig geradeaus und von links · U-Bahn-Strecke quer · U-Bahn-Betriebs-/Güterbahnhof Streckenende und quer |             | Zugdepot und Betriebswerk Higashiyama-Linie    | Zugdepot und Betriebswerk Higashiyama-Linie    |
| | 0,0         | Fujigaoka (藤が丘駅)                           | Fujigaoka (藤が丘駅)                           |
| U-Bahn-Strecke nach rechts · U-Bahn-Strecke (im Tunnel) |             | ←U-Bahn Nagoya: Higashiyama-Linie              | ←U-Bahn Nagoya: Higashiyama-Linie              |
| U-Bahn-Tunnelende |             |                                                |                                                |
| U-Bahn-Haltepunkt / Haltestelle | 1,4         | Hanamizuki-dōri (はなみずき通駅)               | Hanamizuki-dōri (はなみずき通駅)               |
| U-Bahn-Haltepunkt / Haltestelle | 2,3         | Irigaike-kōen (杁ヶ池公園駅)                   | Irigaike-kōen (杁ヶ池公園駅)                   |
| U-Bahn-Haltepunkt / Haltestelle | 3,4         | Nagakute-kosenjō (長久手古戦場駅)              | Nagakute-kosenjō (長久手古戦場駅)              |
| U-Bahn-Haltepunkt / Haltestelle | 4,5         | Geidai-dōri (芸大通駅)                         | Geidai-dōri (芸大通駅)                         |
| U-Bahn-Haltepunkt / Haltestelle | 6,0         | Kōen-nishi (公園西駅)                          | Kōen-nishi (公園西駅)                          |
| U-Bahn-Haltepunkt / Haltestelle | 7,0         | Aichikyuhaku-kinen-kōen (愛・地球博記念公園駅) | Aichikyuhaku-kinen-kōen (愛・地球博記念公園駅) |
| U-Bahn-Betriebs-/Güterbahnhof Streckenanfang und quer · U-Bahn-Abzweig geradeaus und nach rechts |             | Zugdepot und Betriebswerk                      | Zugdepot und Betriebswerk                      |
| U-Bahn-Haltepunkt / Haltestelle | 8,0         | Toji-shiryokan-minami (陶磁資料館南駅)         | Toji-shiryokan-minami (陶磁資料館南駅)         |
| U-Bahn-Strecke · Strecke von links |             | Aichi Kanjō Tetsudō: Aichi-Ringlinie→          | Aichi Kanjō Tetsudō: Aichi-Ringlinie→          |
| | 8,9         | Yakusa (八草駅)                                | Yakusa (八草駅)                                |
| U-Bahn-Betriebs-/Güterbahnhof Ende Hochstrecke · Strecke |             | ↓Aichi Kanjō Tetsudō: Aichi-Ringlinie          | ↓Aichi Kanjō Tetsudō: Aichi-Ringlinie          |

Linimo (jap. リニモ, Rinimo), eigentlich Tōbu Kyūryō-sen (東部丘陵線, wörtlich: Ostteil-Hügellinie), ist eine Magnetschwebebahn in der japanischen Stadt Nagoya und der östlich von Nagoya gelegenen Stadt Nagakute. Sie ist die bislang einzige kommerziell betriebene Strecke des in Japan entwickelten Magnetschwebebahnsystems HSST (High Speed Surface Transport) und dient der Personenbeförderung im Stadtverkehr ähnlich wie eine U-Bahn. Der Antrieb der Fahrzeuge beruht auf dem Prinzip eines Langstator-Linearmotors wie bei der Berliner M-Bahn. Im Unterschied zum Transrapid ist der Stator des Linearmotors nicht im Fahrweg, sondern in den Fahrzeugen eingebaut.
Die erste und bisher einzige HSST-Strecke wurde am 6. März 2005 anlässlich der Expo 2005 in Betrieb genommen. Der Betreiber ist die Aichi Rapid Transit Company (愛知高速交通株式会社, Aichi kōsoku kōtsū kabushiki gaisha). Die Strecke besitzt neun Stationen und ist 8,9 km lang. Der Endbahnhof Fujigaoka und der anschließende Streckenabschnitt bis kurz vor den nächsten Bahnhof Hanamizuki-dōri liegen im Tunnel, die restliche Strecke verläuft aufgeständert oberhalb öffentlicher Straßen. Die maximale Geschwindigkeit dieses Systems beträgt 100 km/h, der minimale Kurvenradius beträgt 75 m. Pro Zug können 244 Passagiere befördert werden, so hat Linimo eine Kapazität von 4000 Passagieren/Stunde. Zum Einsatz kommen Wagen des Typs Serie 100 Linimo. Das gesamte System wird fahrerlos betrieben.
Im Bahnhof Fujigaoka, der am östlichen Stadtrand von Nagoya liegt, besteht Anschluss an die dort endende Higashiyama-Linie (Linie 1) der U-Bahn Nagoya. Alle übrigen Bahnhöfe mit Ausnahme des östlichen Endbahnhofs liegen in Nagakute. Der Bahnhof Yakusa liegt bereits auf dem Gebiet der Nachbarstadt Toyota, dort ist Linimo mit der Aichi-Ringlinie verknüpft. Das ehemalige Expo-Gelände wird in Nagakute über den Bahnhof Aichikyuhaku-kinen-kōen erreicht. Östlich dieses Bahnhofs liegt die Betriebswerkstatt des Systems. 